# Theophil Kaufmann
Theophil Heinrich Kaufmann (* 15. Dezember 1888 in Frankfurt am Main; † 22. August 1961 in Ettlingen) war ein deutscher Politiker (DDP, CDU).

## Biografie
Kaufmann, Sohn eines Predigers der Bischöflichen Methodistenkirche, wuchs in Karlsruhe und Pforzheim auf. Er absolvierte eine kaufmännische Lehre in der Pforzheimer Schmuckindustrie, war Laienprediger der Methodisten und studierte in Tübingen, Madison und New York Philosophie, Theologie und Geschichtswissenschaften. Den Ersten Weltkrieg erlebte er als Unteroffizier. In der Weimarer Republik war er als Geschäftsführer kaufmännischer Berufsverbände tätig.

### Politik
Weimarer Republik
Kaufmann war politisch in der Deutschen Demokratischen Partei DDP aktiv.
Für diese gehörte er von 1925 bis 1927 auch als Abgeordneter der Bürgerschaft von Bremen und von 1928 bis 1933 der von Hamburg an. Wegen dieser politischen Tätigkeit war er nach der Machtübernahme der Nationalsozialisten politisch nicht tragbar. Er zog sich 1935 von Hamburg in das badische Ettlingen zurück und lebte dort bescheiden auf dem Anwesen seines Vaters von Geflügelzucht und Gemüseanbau.
Nach 1945
1945 wurde Kaufmann wieder politisch aktiv. Er beteiligte sich in Nordbaden an der Gründung der Christlich Demokratischen Partei (CDP), die sich später in Christlich Demokratische Union (CDU) umbenannte. Er war 1946 Abgeordneter der Verfassungsgebenden Landesversammlung von Württemberg-Baden.
Er gehörte 1948/49 dem Parlamentarischen Rat an. In zwei Sonderausschüssen spielte er bei den Beratungen über das Grundgesetz eine vermittelnde Rolle zwischen seiner Partei, der CDU, und SPD sowie FDP.
Von 1946 bis 1948 war Kaufmann Bürgermeister der Stadt Ettlingen in Baden. Danach war er bis zu seinem Ruhestand 1954 im Auswärtigen Amt und als deutscher Generalkonsul in Basel tätig.